# Phụ nữ trong xã hội Ả Rập

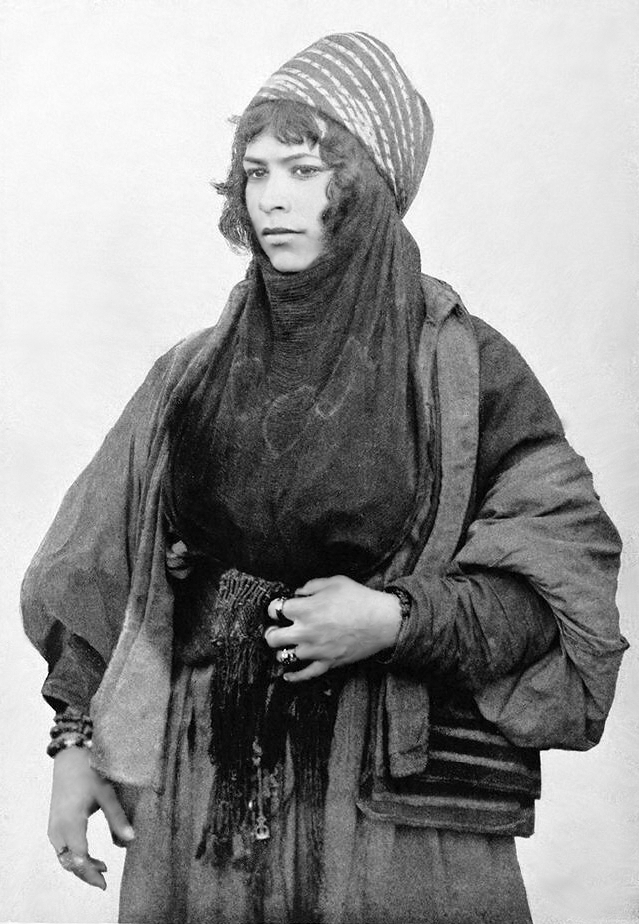
Phụ nữ Syria dân tộc Badawi, 1893.

Phụ nữ trên khắp thế giới Ả Rập trong suốt lịch sử phải hứng chịu sự phân biệt đối xử và đã bị hạn chế các quyền tự do và quyền lợi của mình. Một số các thực hành này được dựa trên niềm tin tôn giáo, nhưng nhiều sự hạn chế là vì văn hóa và bắt nguồn từ phong tục hơn là tôn giáo. Những khó khăn chính tạo ra một trở ngại hướng về quyền lợi và tự do của phụ nữ được phản ánh trong luật pháp đối phó với công lý hình sự, kinh tế, giáo dục và y tế.